# Ченс, Джеймс
Джеймс Ченс (англ. James Chance, имя при рождении — Джеймс Зигфрид (James Sigfried), 20 апреля 1953 — 18 июня 2024), он же Джеймс Уайт (James White) — музыкант-саксофонист и автор песен из США, прославившийся прежде всего как один из пионеров нью-йоркской No Wave-сцены (в составе Teenage Jesus & The Jerks, James Chance & The Contortions; вошёл в число исполнителей, чьи композиции были включены на компиляцию Брайана Ино No New York). Оригинальный стиль игры Ченса сочетает в себе элементы панка, фанка и фри-джаза а-ля Орнетт Коулмен.
Джеймс Ченс умер 18 июня 2024 года в Нью-Йорке в возрасте 71 года. О его смерти сообщил его брат Дэвид Зигфрид, который не уточнил причину смерти, но отметил, что здоровье Ченса ухудшалось в течение нескольких лет.

## Дискография
- Buy (1979) (The Contortions)
- Theme from Grutzi Elvis (EP, 1979)
- Off White (1979) (James White & The Blacks)
- Second Chance (1980)
- Live aux Bains Douches (1980) (The Contortions)
- Live in New York (1981) (The Contortions)
- Sax Maniac (Animal 1982) (James White & The Blacks)
- James White Presents The Flaming Demonics (1983)
- Melt Yourself Down (1986)
- Soul Exorcism (1991) (The Contortions)
- Lost Chance (1995)
- Molotov Cocktail Lounge (1996)
- White Cannibal (ROIR 2000)
- Christmas with Satan (сингл, 2002)
- Irresistible Impulse (2003)
- Sax Education (2004)
- James Chance & Terminal City — Get Down and Dirty! (2005)
- Pre-Teenage Jesus, Teenage Jesus & The Jerks (1978)
- James Chance & Terminal City — The Fix is in (2010)
- Twist Your Soul — The Definitive Collection 2xCD (2010)